# Wolseley 16
La 16 è un'autovettura di medie dimensioni prodotta dalla Wolseley dal 1906 al 1910.
Il modello aveva montato un motore in linea a quattro cilindri e valvole laterali da 3.335 cm³ di cilindrata, che erogava una potenza di 18 CV a 1.000 giri al minuto. Erano disponibili due telai, che differivano dalle dimensioni. Uno aveva un passo di 2.362 mm, mentre l'altro di 2.489 mm.
Erano offerti due tipi di carrozzeria, torpedo due e quattro posti.
Il modello venne sostituito dalla 16/20.